# Paku (Simpang Mamplam)
Paku is een bestuurslaag in het regentschap Bireuen van de provincie Atjeh, Indonesië. Paku telt 169 inwoners (volkstelling 2010).